# Rossana (letteratura)
Rossana è una serie di libri per ragazzi, italiana, scritta da Enzo Russo, e da altri autori in speciale, edita da Il giallo dei ragazzi, e dai caratteri affini al poliziesco; in quanto i casi comportano raramente gli omicidi, ma più spesso furti e truffe; o ancora rapimenti.
Rossana è sia il titolo della saga, sia il nome della protagonista; una ragazza, figlia di un poliziotto, che spesso e volentieri, interessandosi ai casi, e non meno spesso, risolvendo il caso, o dando molti indizi al padre.
Può essere definito più poliziesco che giallo in quanto i racconti o romanzi brevi si incentrano sempre sul lavoro della polizia alla quale Rossana, la protagonista, suggerisce spesso indizi.

## Trama
Rossana, la protagonista, è la figlia di un commissario di polizia e anche lei si interessa spesso ai vari casi di cui il padre si occupa; tanto da assisterlo e dedurne le soluzioni; quasi sempre corrette, e a volte in compagnia di qualcuno.
Rossana riesce sempre a incriminare il colpevole e a farlo arrestare dalla polizia anche perché lei sembra più interessata che suo padre e i suoi colleghi; sostituendo la figura dell'investigatore privato tipica dei gialli deduttivi (o classici). Inoltre lei va a caccia di indizi.
La serie si sviluppa in vari furti, truffe o rapine, più raramente di omicidi, rapimenti o fatti di sangue.

## Titoli
- Giusi è scomparsa (1975), n° 91
- Lo squalo dell'Isolabella (1975), n° 92
- La tigre del Bengala (1975), n° 93
- Il professor Nemecsek, (1975), n° 98
- Un insolito killer (1976), n° 100
- La volpe rossa (1976), n° 108
- Caccia al microfilm (1977), n° 113
- Sequestro a mano armata (1977), n° 118
- Pasqua a Parigi (1977), n° 123
- Il vagone scomparso (1978), n° 129
- La cugina Lilli (1978), n° 135
- Saccal l'importatore (1979), n° 145
- Rossana contro tutti (1980), n° 156
- Un detective nei guai (1981), n° 168